# Энхсайханы Дэлгэрмаа
Энхсайханы Дэлгэрмаа (монг. Энхсайханы Дэлгэрмаа; 1 июля 1999) — монгольская спортсменка, борец вольного стиля, призёр чемпионата мира, чемпионатов Азии и Азиатских игр.

## Карьера
28 февраля 2020 года в Нью-Дели (Индия) завоевала бронзовую медаль на чемпионате Азии. 15 апреля 2021 года в финале чемпионата Азии в Алма-Ате уступила Мээрим Жуманазаровой из Кыргызстана, став серебряным призёром. 21 апреля 2022 года на чемпионате Азии в Улан-Баторе победив в малом финале японку Наруху Мациюки завоевала бронзовую медаль. В сентябре 2023 года дошла до финала чемпионата мира, проходившего в Белграде, где проиграла Бусе Тосун из Турции, став серебряным призёром. 6 октября 2023 года в китайском Ханчжоу, одолев в схватке за 3 место на туше Елену Шалыгину из Казахстана, стала бронзовым призёром Азиатских игр.

## Достижения
- Чемпионат Азии по борьбе 2020 — ;
- Чемпионат Азии по борьбе 2021 — ;
- Чемпионат мира по борьбе среди спортсменов до 23 лет 2021 — ;
- Чемпионат Азии по борьбе 2022 — ;
- Азиатские игры 2022 — ;
- Чемпионат мира по борьбе 2023 — ;
- Чемпионат Азии по борьбе 2024 — ;
- Чемпионат Азии по борьбе 2025 — ;
- Орден Трудового Красного Знамени (Монголия) (2023)[7].